# Pomphorhynchus intermedius
Pomphorhynchus intermedius är en hakmaskart som beskrevs av Engelbrecht 1957. Pomphorhynchus intermedius ingår i släktet Pomphorhynchus och familjen Pomphorhynchidae. Inga underarter finns listade i Catalogue of Life.